# Arlington (Tennessee)
Arlington ist eine Town im Shelby County im Südwesten des US-Bundesstaats Tennessee. Sie ist Teil der Metropolregion Memphis. Das U.S. Census Bureau hat bei der Volkszählung 2020 eine Einwohnerzahl von 14.549 ermittelt.

## Geschichte
Siedler kamen in den 1830er Jahren in die Gegend, und viele ihrer Nachkommen leben noch heute in der Stadt. Ursprünglich als Haysville bekannt, wurde die Stadt nach dem ursprünglichen Landbesitzer Samuel Jackson Hays, einem Neffen von Präsident Andrew Jackson, benannt. Das Gebiet begann mit der Entwicklung der Memphis and Ohio Railroad und der Errichtung des Withe Depots innerhalb der Stadtgrenzen zu wachsen. Im Jahr 1856 lebten etwa 200 Menschen in Haysville. Die Siedlung wurde 1878 als Haysville zu einer Gemeinde erhoben. Im Jahr 1883 wurde der Name des Ortes in Arlington geändert, da das Postamt den Namen Haysville nicht verwenden konnte. Der Ort wurde nach dem Nationalfriedhof Arlington in Virginia benannt.
Die Einwohnerzahl betrug bei der Volkszählung 2000 2.569 und bei der Volkszählung 2010 11.517, was einem Zuwachs von 348,3 % in diesem Jahrzehnt entspricht. Die Volkszählung von 2010 zeigte, dass Arlington die am zweitschnellsten wachsende Gemeinde im Bundesstaat Tennessee war. Dies ist mit der Nähe zur Stadt Memphis erklärbar.

## Demografie
Nach der Schätzung von 2019 leben in Arlington 11.743 Menschen. Die Bevölkerung teilte sich im selben Jahr auf in 77,0 % Weiße, 17,6 % Afroamerikaner, 0,2 % amerikanische Ureinwohner, 1,8 % Asiaten und 1,9 % mit zwei oder mehr Ethnizitäten. Hispanics oder Latinos aller Ethnien machten 4,5 % der Bevölkerung aus. Das mittlere Haushaltseinkommen lag bei 102.114 US-Dollar und die Armutsquote bei 3,0 %.
| Jahr | Einwohner¹ |
| ---- | ---------- |
| 1940 | 440        |
| 1950 | 463        |
| 1960 | 620        |
| 1970 | 1.349      |
| 1980 | 1.778      |
| 1990 | 1.541      |
| 2000 | 2.569      |
| 2010 | 11.517     |
| 2020 | 14.549     |

¹ 1940 – 2020: Volkszählungsergebnisse

## Söhne und Töchter der Stadt
- Kenneth Walker III (* 2000), American-Football-Spieler